# Apaturina erinna
Apaturina erinna är en fjärilsart som beskrevs av Hans Fruhstorfer 1904. Apaturina erinna ingår i släktet Apaturina och familjen praktfjärilar. Inga underarter finns listade i Catalogue of Life.